# Komorniki (gmina w województwie warszawskim)
Komorniki (od 1973 Tarczyn) – dawna gmina wiejska istniejąca do 1954 roku w woj. warszawskim. Nazwa gminy pochodzi od wsi Komorniki, lecz siedzibą władz gminy był Tarczyn.
Za Królestwa Polskiego gmina Komorniki należała do powiatu grójeckiego w guberni warszawskiej. 19 maja?/31 maja 1870 do gminy przyłączono pozbawiony praw miejskich Tarczyn. 
W okresie międzywojennym gmina Komorniki należała do powiatu grójeckiego w woj. warszawskim. Po wojnie gmina zachowała przynależność administracyjną. 1 lipca 1952 z części obszaru gminy Komorniki utworzono nową gminę Głosków, po czym gmina składała się z 39 gromad.
Jednostka została zniesiona 29 września 1954 roku wraz z reformą wprowadzającą gromady w miejsce gmin. Po reaktywowaniu gmin 1 stycznia 1973 roku gminy Komorniki nie przywrócono, utworzono natomiast jej terytorialny odpowiednik, gminę Tarczyn.